# George Frederick Reinhardt
George Frederick Reinhardt, indicato anche come G. Frederick Reinhardt (Berkeley, 21 ottobre 1911 – Wohlen, 23 febbraio 1971), è stato un diplomatico statunitense, ambasciatore degli Stati Uniti in Italia dal 1961 al 1968.

## Biografia
Nato nel 1911 a Berkeley, dopo gli studi nella locale Università della California e alla Cornell University, nel 1937 si diplomò presso l'Istituto Cesare Alfieri di Firenze. Intrapresa la carriera diplomatica, fu vice console a Vienna, a Tallinn, e a Mosca. Durante la guerra, nel periodo 1943-44, fu consigliere politico della Commissione alleata di controllo per l'Italia, organismo politico-militare che aveva il compito di garantire l'adempimento delle clausole dell'armistizio concluso fra l'Italia e gli Alleati.
Al termine del conflitto e fino al 1948, fu di nuovo a Mosca con il grado di console, successivamente diresse l'ufficio del Dipartimento di Stato per l'Europa dell'Est (1948-51) e, dal 1951 al 1955, fu assegnato all'Ufficio per gli affari civili della NATO a Parigi.
Nel 1955 fu nominato ambasciatore degli Stati Uniti nel Vietnam del Sud, incarico che mantenne sino al 1957. Nello stesso anno e fino al 1960 fu consigliere presso il Dipartimento di Stato. Negli anni 1960-61 fu nominato ambasciatore presso i governi d'Egitto e dello Yemen. Nominato ambasciatore in Italia il 6 aprile 1961 dal presidente Kennedy, succedendo a James David Zellerbach, presentò le sue credenziali al presidente Gronchi il 17 maggio, rimanendo in carica per quasi sette anni, sino al 3 marzo 1968, quando fu sostituito da Hugh Gardner Ackley.
Morì per insufficienza cardiaca in Svizzera, a Wohlen nel Canton Argovia nel 1971 a cinquantanove anni d'età. È sepolto nel cimitero acattolico di Roma.